# Relay Mirror Experiment
'Relay Mirror Experiment o RME, también denominado USA 52, fue un satélite artificial del Departamento de Defensa de los Estados Unidos lanzado el 14 de febrero de 1990 mediante un cohete Delta desde Cabo Cañaveral junto con el satélite LACE. El satélite reentró en la atmósfera el 24 de mayo de 1992.
La misión de RME fue validar las tecnologías de estabilización, seguimiento y apuntado necesarias para las misiones de la Iniciativa de Defensa Estratégica mediante una demostración de transmisiones mediante espejos situados en el espacio. RME llevaba un espejo de 61 cm de diámetro, con el que se probó la tecnología de apuntado de rayos láser al reflejar haces enviados desde el Observatorio Óptico de Maui en la cima del monte Haleakala, en Hawii.
El control de actitud del satélite se perdió justo después del lanzamiento, con el fallo de uno de los volantes de inercia. Aun así consiguió establecerse la primera transmisión mediante láser el 26 de junio de 1991. La precisión de apuntado del espejo de RME era de 0,2 segundos de arco.
La carga del satélite incluía el Experimento de Vibración Angular de Banda Ancha (WAVE, Wideband Angular Vibration Experiment), que midió las vibraciones angulares de bajo nivel que afectaban a la eficiencia en la precisión y seguimiento del apuntado.